# Volksbank Lübeck
Die Volksbank Lübeck eG ist eine Genossenschaftsbank, deren Geschäftsgebiet die Hansestadt Lübeck sowie die umliegende Region umfasst. Sie gehört zu den großen Volksbanken in Schleswig-Holstein. 
Die Volksbank Lübeck gehört dem Genossenschaftsverband und dem Bundesverband der Deutschen Volksbanken und Raiffeisenbanken an.

## Geschichte
Die Volksbank Lübeck wurde im Jahr 1952 in der Dr. Julius-Leber-Straße 2–5 gegründet. 1954 erwirbt sie das Grundstück des 1942 bis auf Keller und Fassade zerbombten Buddenbrookhauses in der Mengstraße 4 und beginnt mit dem Wiederaufbau. Am 24. Juni 1957 werden die neuen Bankräume im Buddenbrookhaus eröffnet. Am 10. Juni 1971 fusioniert die Volksbank Lübeck mit der bereits 1902 gegründeten Landbank. Nur einen Monat später wird das neue Bankgebäude am Klingenberg 1–5 bezogen und eröffnet. Unter dieser Adresse findet sich die Bank auch heute noch. 1990 gibt die Volksbank Lübeck das durch den Lübecker Literatur-Nobelpreisträger Thomas Mann berühmt gewordene Buddenbrookhaus an die Hansestadt Lübeck, die dort das heutige Heinrich-und-Thomas-Mann-Zentrum der Kulturstiftung Hansestadt Lübeck einrichtet. Die Volksbank Lübeck gehört bis heute zu den Förderern des Buddenbrookhauses. 
Im Juni 2012 wurde die Fusion mit der Raiffeisenbank Travemünde eG rückwirkend auf den 1. Januar 2012 beschlossen.

## Organisation
Die Volksbank Lübeck ist eine eingetragene Genossenschaft, deren Rechtsgrundlagen das Genossenschaftsgesetz und die durch die Vertreterversammlung der Bank erlassene Satzung sind. Die Organe der Volksbank Lübeck sind der Vorstand, der Aufsichtsrat und die Vertreterversammlung. Diese besteht aus den gewählten Mitgliedern der Bank, die die anderen Mitglieder vertreten.

## Geschäftsbereiche
Die Volksbank Lübeck ist eine regional arbeitende Universalbank. Ihre Geschäftsbereiche sind zum einen Kredit- und Anlagegeschäft, daneben ist sie im Verbundgeschäft mit der Bausparkasse Schwäbisch Hall, der R+V Versicherung, der Fondsgesellschaft Union Investment, der DZ-Bank, der DZ Hyp, der Münchener Hypothekenbank der Leasing-Gesellschaft VR Leasing sowie für das Produkt e@sycredit zusammen mit der Teambank Nürnberg tätig. 